# Chef (film, 2014)
Pour les articles homonymes, voir Chef.
Pour plus de détails, voir Fiche technique et Distribution.
#Chef est un film américain réalisé par Jon Favreau, sorti en 2014.

## Synopsis
Carl Casper est un chef cuisinier de renom œuvrant dans les cuisines du restaurant Gauloise dans le quartier de Brentwood à Los Angeles. Ramsey Michel, un critique gastronomique en vogue qui l'avait apprécié dix ans auparavant, vient goûter le menu et rédige une critique incendiaire. Une altercation sur Twitter entre le chef et le critique s'ensuit. Carl l'invite alors à goûter un nouveau menu. Mais Riva, le propriétaire du restaurant, refuse que le menu soit changé. Carl décide alors de démissionner. Énervé, il revient au restaurant le soir et sermonne le critique gastronomique. Filmée, la scène est relayée sur de nombreux réseaux sociaux.
Devenu sans emploi, il se laisse séduire par l'idée de son ex-femme, Inez, et se lance dans l'aventure de la cuisine de rue. Il est secondé par Martin, son ancien sous-chef et par son fils Percy, qui est en vacances. Il récupère un camion-restaurant en Floride. Ils le réparent et font le trajet de retour jusqu'à Los Angeles en s'arrêtant pour vendre des sandwichs. Percy contribue grandement au succès croissant de l'entreprise en utilisant les réseaux sociaux.
Ils ouvrent finalement un restaurant nommé « El Jefe ».

## Fiche technique
- Titre original : #Chef[1]
- Réalisation et scénario : Jon Favreau
- Direction artistique : Alicia Maccarone
- Décors : Denise Pizzini
- Costumes : Laura Jean Shannon
- Photographie : Kramer Morgenthau
- Montage : Robert Leighton
- Production : Sergei Bespalov, Jon Favreau, Karen Gilchrist
- Sociétés de production : Aldamisa Entertainment et Kilburn Media
- Distribution :  Open Road Films,  Sony Pictures Releasing France
- Budget : 11 000 000 $
- Pays d'origine :  États-Unis
- Langue originale : anglais
- Genre : comédie, road movie
- Durée : 114 minutes
- Dates de sortie[2] :
  - États-Unis : 7 mars 2014 (festival South by Southwest à Austin), 30 mai 2014
  - Canada : 6 juin 2014
  - France : 7 septembre 2014 (Festival du cinéma américain de Deauville 2014), 29 octobre 2014

## Distribution
- Jon Favreau (VF : Xavier Fagnon ; VQ : Sylvain Hétu) : Carl Casper
- Sofía Vergara (VF : Ethel Houbiers ; VQ : Nathalie Coupal) : Inez
- John Leguizamo (VF : Emmanuel Karsen ; VQ : Hugolin Chevrette) : Martin
- Emjay Anthony (VQ : Louis-Julien Durso) : Percy
- Scarlett Johansson (VF : Karine Foviau ; VQ : Camille Cyr-Desmarais) : Molly
- Dustin Hoffman (VF : Dominique Collignon-Maurin ; VQ : Guy Nadon) : Riva
- Bobby Cannavale (VF : Constantin Pappas ; VQ : Jean-François Beaupré) : Tony
- Oliver Platt (VF : Daniel Lafourcade ; VQ : Benoît Gouin) : Ramsey Michel
- Robert Downey Jr. (VF : Bernard Gabay ; VQ : Daniel Picard) : Marvin
- Amy Sedaris (VF : Patricia Legrand ; VQ : Marika Lhoumeau) : Jen
- Russell Peters (VQ : Carl Béchard) : le policier de Miami

 Source et légende : version française (VF) sur RS Doublage et selon le carton du doublage français sur le DVD zone 2 ; version québécoise (VQ) sur Doublage.qc.ca.

## Production

### Développement
Le réalisateur Jon Favreau est depuis longtemps passionné de gastronomie. En 2001, il animait l'émission télévisée Dinner for Five, dans laquelle quatre personnalités du cinéma et lui dinaient dans un grand restaurant de Los Angeles pour parler de leurs expériences d'acteurs et réalisateurs. Il explique ainsi : « J'ai observé de nombreuses similitudes entre l’univers du cinéma et celui de la cuisine. Dans l’un comme dans l’autre, tout est question de créativité. Et #Chef met justement en scène un personnage en quête de sa propre créativité ». Par ailleurs, le réalisateur revient à un projet de plus petite envergure après les blockbusters sur Iron Man et Cowboys et Envahisseurs (2011) : « Je n’avais pas fait de petit film comme celui-ci depuis très longtemps, mais j’ai pensé qu’il serait intéressant de mettre le savoir-faire que j’ai développé ces dernières années au service de ce genre de projet ».
Pour se documenter, Jon Favreau a contacté Roy Choi, le roi de la cuisine de rue à Los Angeles. En 2010, ce Coréen-américain a été élu meilleur nouveau chef en 2010 par Food & Wine Magazine pour sa cuisine préparée à bord de son camion, le Kogi BBQ Taco Truck. Le réalisateur a même travaillé incognito pour lui afin d'apprendre le métier : « Le premier jour, j’ai trouvé que c’était petit et qu’il faisait une chaleur étouffante, et puis j’avais l’impression d’être de trop. Mais à la fin de ma formation, je lançais les commandes et j’aidais en cuisine ». Roy Choi a ensuite été conseiller pour le film : « J’ai tout expliqué à Jon dans les moindres détails : les filles avec lesquelles nous sortons, la manière dont nous nouons nos tabliers, comment nous portons nos jeans, la marque de cigarettes que nous fumons, notre manière de parler et la nourriture que nous servons ». Jon Favreau avoue s'être par ailleurs inspiré de films sur la cuisine comme Salé, sucré (1994, Ang Lee), Le Festin de Babette (1987, Gabriel Axel), À table (1996, Campbell Scott et Stanley Tucci).

### Attribution des rôles
Robert Downey Jr. avait déjà tourné sous la direction de Jon Favreau dans Iron Man (2008) et Iron Man 2 (2010). Scarlett Johansson figurait également dans Iron Man 2.

### Tournage

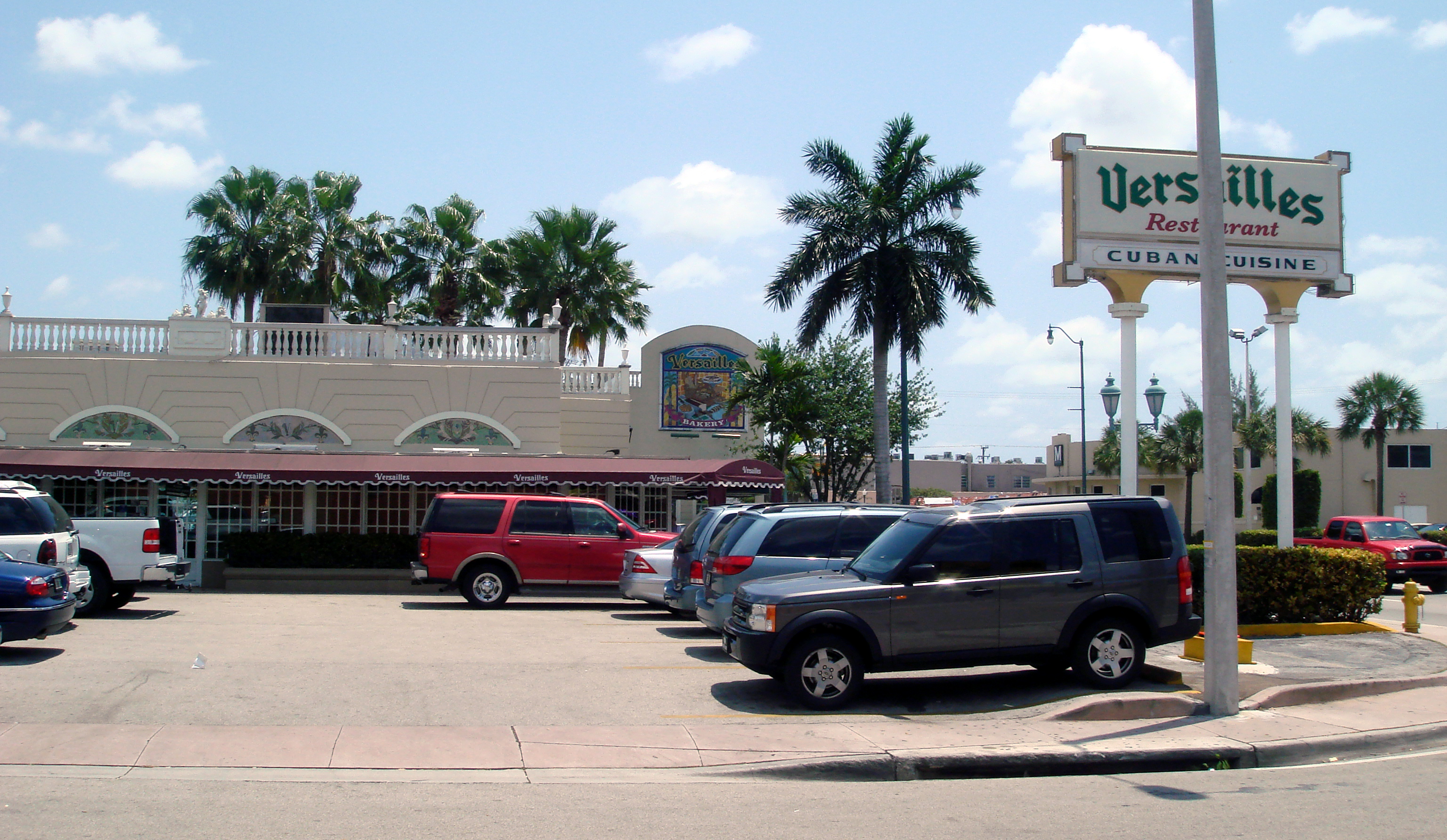
Le Versailles Restaurant dans le quartier Little Havana a servi de décors pour le film

Le tournage a eu lieu à l'été 2013 pendant un mois.
Jon Favreau a insisté pour tourner dans des décors naturels : « Lorsqu'on fait un film sur un chef, il faut que ce qu’on montre à l’écran soit fidèle à la réalité de cet univers ». Le tournage a ainsi eu lieu dans des sites que les amateurs de cuisine de rue connaissent bien comme notamment « Abbott Kinney à Venice en Californie, sur le parking du Brig où se déroulent les First Fridays, un rassemblement populaire de food trucks. […] Lors du tournage d’Iron Man 3, nous avons passé une soirée inoubliable au Hoy Como Ayer dans le quartier de Little Havana à Miami, […]. Ça m’est venu très naturellement. La raison pour laquelle j’ai voulu tourner à Little Havana, dans le Faubourg Marigny de La Nouvelle-Orléans, ainsi qu’au Franklin Barbecue et le Guero’s à Austin, c’est que ces restaurants ont pour moi quelque chose de foncièrement authentique ».

## Bande originale
La bande originale du film est commercialisée par Milan Records le 6 mai 2014, trois jours avant la sortie américaine du film. L'album contient des morceaux de Latin jazz, New Orleans jazz et de blues.
| 1.  | I Like It Like That                                  | Pete Rodríguez (boogaloo)                          | 4:25 |
| 2.  | Lucky Man                                            | Courtney John                                      | 3:16 |
| 3.  | A Message to You, Rudy                               | Grant Phabao, Carlton Livingston & The Lone Ranger | 5:50 |
| 4.  | Cavern                                               | Liquid Liquid                                      | 5:17 |
| 5.  | CREAM                                                | El Michels Affair                                  | 2:54 |
| 6.  | Hung Over                                            | The Martinis                                       | 2:07 |
| 7.  | Que Se Sepa                                          | Roberto Roena                                      | 3:14 |
| 8.  | Ali Baba                                             | Louie Ramirez                                      | 4:16 |
| 9.  | Homenaje al Benny (Castellano Que Bueno Balia Usted) | Gente de Zona                                      | 4:00 |
| 10. | Mi swing es tropical                                 | Quantic et Nickodemus                              | 3:56 |
| 11. | Bustin' Loose                                        | Rebirth Brass Band                                 | 3:55 |
| 12. | Sexual Healing                                       | Hot 8 Brass Band                                   | 4:59 |
| 13. | When My Train Pulls In                               | Gary Clark Jr.                                     | 7:13 |
| 14. | West Coast Poplock                                   | Ronnie Hudson et The Street People                 | 5:29 |
| 15. | Oye Como Va                                          | Perico Hernandez                                   | 4:06 |
| 16. | La Quimbumba                                         | Perico Hernandez                                   | 6:05 |
| 17. | One Second Every Day                                 | Lyle Workman (en)                                  | 2:22 |

Classements
| Classements (2014)                        | Meilleure position |
| ----------------------------------------- | ------------------ |
| Australie (ARIA)                          | 96                 |
| Espagne (Promusicae)                      | 94                 |
| États-Unis - Billboard 200                | 160                |
| États-Unis Independent Albums (Billboard) | 22                 |
| US Top Soundtracks (Billboard)            | 5                  |

## Distinctions

### Nominations et sélections
- Festival du film de Tribeca 2014
- South by Southwest 2014
- Critics' Choice Movie Awards 2015 : meilleur acteur dans une comédie pour Jon Favreau